# Aji Čay
Aji Čay (en Àzeri: آجی چای Acıçay, persa: تلخه رود Talkheh Rud o Talka-rud, "Riu amarg") és un riu de l'Iran a regió de l'Azerbaidjan. La major part es troba a la província de l'Azerbaidjan Oriental.d'uns 200 km aproximadament de llargada, que neix a la part occidental de les muntanyes de Kūh-e Sabalān, prop de Sarab, i desaigua al llac Úrmia, prop de Gugan.
Al seu curs superior i mitjà, a l'est de Tabriz, rep nombrosos afluents de cabal variable. Alguns d'aquests afluents porten força sal que segurament és el que dona el seu nom al riu. Alguns anys amb poca pluja el riu es perd a les maresmes anteriors al llac sense arribar a desaiguar.
La seva aigua és alcalina pel seu pas de les terres d'alta mineralització. És el riu més gran que desemboca al llac Urmia. Neix sobre Sarab dels vessants del pic Bozgush i la muntanya Sabalan. El seu afluent, l'aigua dolça Quri Chay, s'uneix a l'Aji just al nord-est del centre de Tabriz.
El govern iranià té un projecte en desenvolupament per destinar l'aigua a l'agricultura alterant el curs d'aigua del Talkheh-Roud lluny de les terres alcalines. Com a part d'aquest projecte, la presa de Madani s'està construint al Talkheh-Roud al costat nord-est de la muntanya Eynali, que es troba al nord-est de Tabriz.
L'històric pont Aji Chay sobre el riu, a l'antic camí de Tabriz cap a Marand, es troba als afores de Tabriz i a l'est de l'aeroport internacional de Tabriz.